# Moniga del Garda
Moniga del Garda es un municipio que tiene más de 2.000 habitantes de la provincia de Brescia. Este pueblo lo llaman "Ciudad del Chiaretto", un vino rosado típico de la Valténesi. 

## Imagines

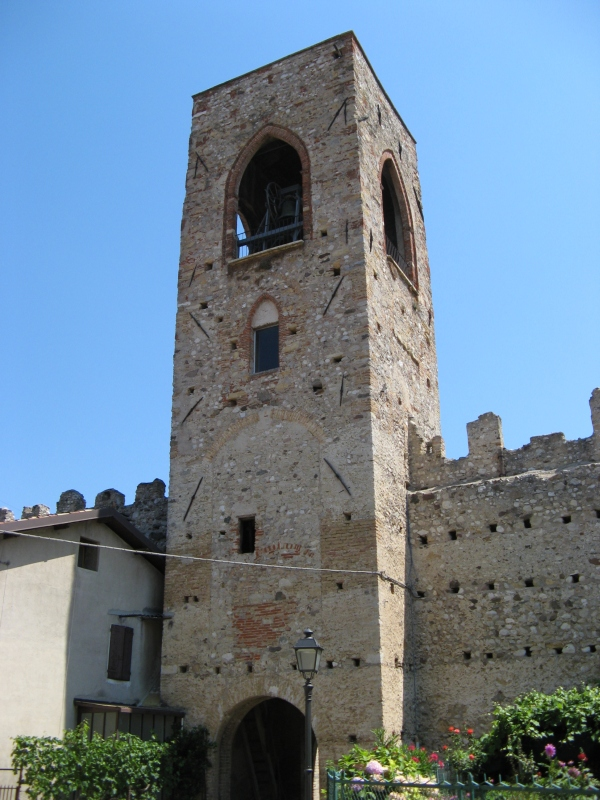
El castillo
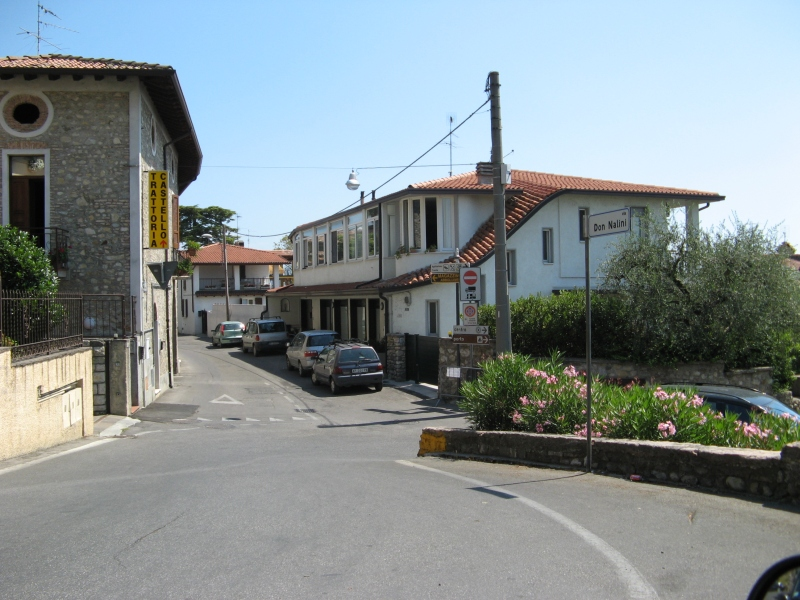
Una calle del centro

## Evolución demográfica
| Gráfica de evolución demográfica de Moniga del Garda entre 1861 y 2001 |
|                                                                        |
| Fuente ISTAT - elaboración gráfica de Wikipedia                        |

## Lugares de interés
Moniga del Garda es una localidad turística del Lago de Garda, muy frecuentas sobre todo por turistas alemanes y holandeses. En el casco antiguo hay un castillo, muy bien conservado, que es del siglo X y tiene murallas del siglo XIV. La iglesia parroquial, de san Martín, es una de las más antiguas de la Valténesi.

## Transportes

### Aeropuertos
El aeropuerto más cercano es el de Montichiari; sin embargo, el Orio al Serio y el de Verona no están muy lejos.

### Conexiones viales
La conexión vial principal es la autopista A4 Turín-Milán–Venecia-Trieste y tiene una salida en el municipio de Desenzano del Garda, que está bastante cerca.

### Conexiones ferroviarias
En Moniga del Garda no hay estaciones de ferrocarril. La más cercana es la de Desenzano del Garda.